# Parafia Dobrego Pasterza w Jaśle

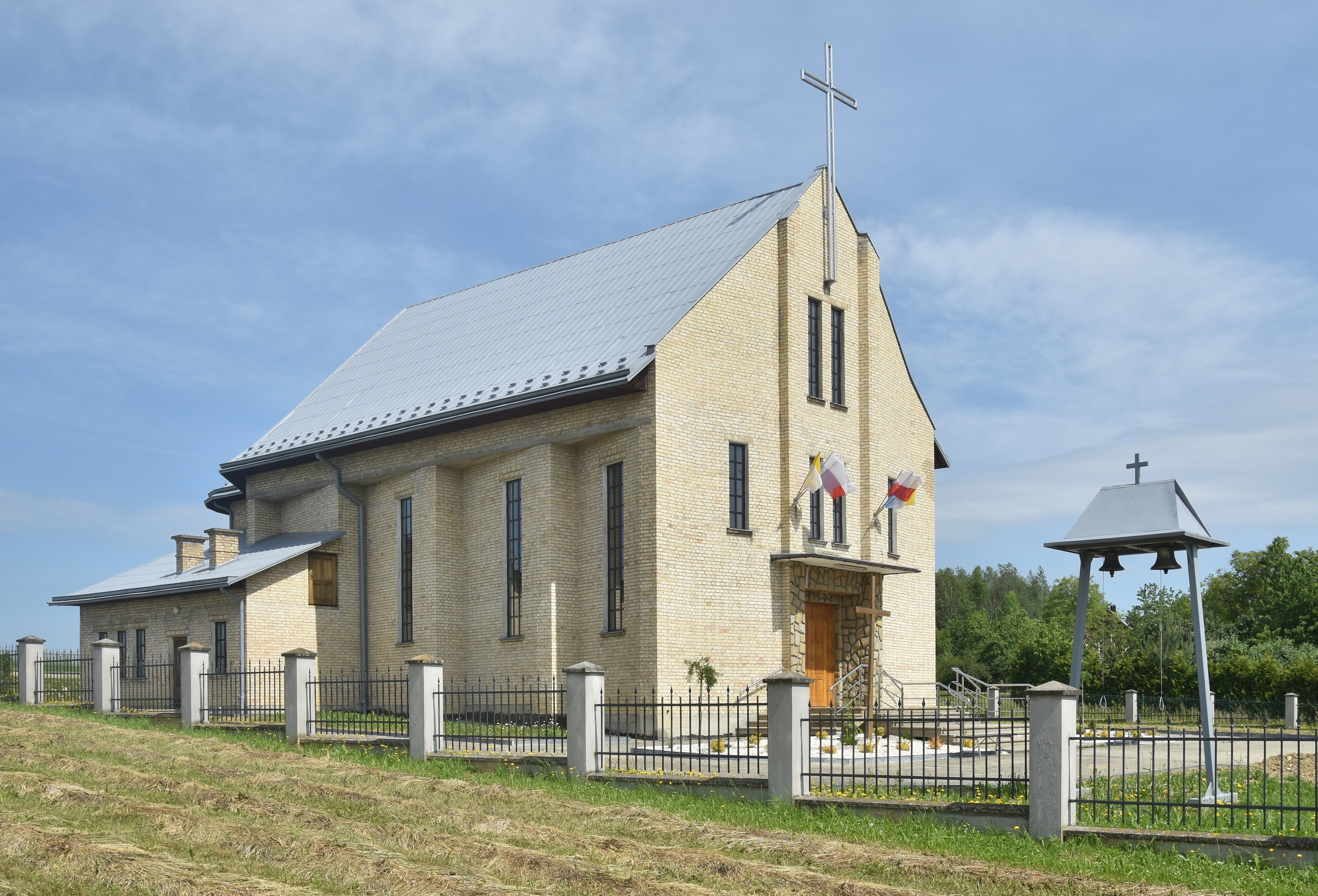
Kościół filialny Matki Bożej Królowej Polski w NowymGliniku

Parafia Dobrego Pasterza w Jaśle – parafia rzymskokatolicka znajdująca się w diecezji rzeszowskiej z siedzibą w Jaśle, w dekanacie jasielskim wschodnim. Erygowana w 1987 r. Mieści się przy ulicy Sobniowskiej 34, na osiedlu Sobniów.

## Historia
Inicjatywę budowy kościoła oraz o utworzeniu parafii na osiedlu Sobniów podjęto już w 1984 r. Po uzyskaniu funduszy i aprobat ze strony miasta, parafii farnej w Jaśle (do której obszar obecnej parafii ówcześnie należał) oraz bpa przemyskiego Ignacego Tokarczuka przystąpiono do budowy świątyni. Tworzenie parafii powierzono wikariuszowi jasielskiej Fary – ks. Marianowi Putyrze. Parafię erygowano z parafii Wniebowzięcia NMP w Jaśle (farnej) 28 czerwca 1987 roku. Od 18 czerwca 1986 roku, a więc jeszcze przed utworzeniem parafii, nabożeństwa odbywały się w domu rodzinnym państwa Piętów, w którym zorganizowano kaplicę poświęconą przez ówczesnego dziekana jasielskiego Stanisława Kołtaka. Od 1988 r. rozpoczęto prace związane z budową kościoła. Dwupoziomowa świątynia oraz plebania została zaprojektowana przez Janusza Hanusia i Bronisława Dominika. Po wykonaniu pierwszego segmentu zorganizowano w jej wnętrzu kaplicę, która po poświęceniu stanowiła drugi już ośrodek duszpasterski. Poprzednią kaplicę wyburzono. Kościół parafialny został ukończony i poświęcony 10 listopada 1991 roku przez biskupa przemyskiego JE Ignacego Tokarczuka. Architekturę wnętrza powierzono profesorowi Kazimierzowi Rocheckiemu. W ramach obchodów X lecia istnienia parafii zakupiono dla kościoła 3 dzwony. Odlano je w ludwisarni Zbigniewa Felczyńskiego z Taciszowa. 

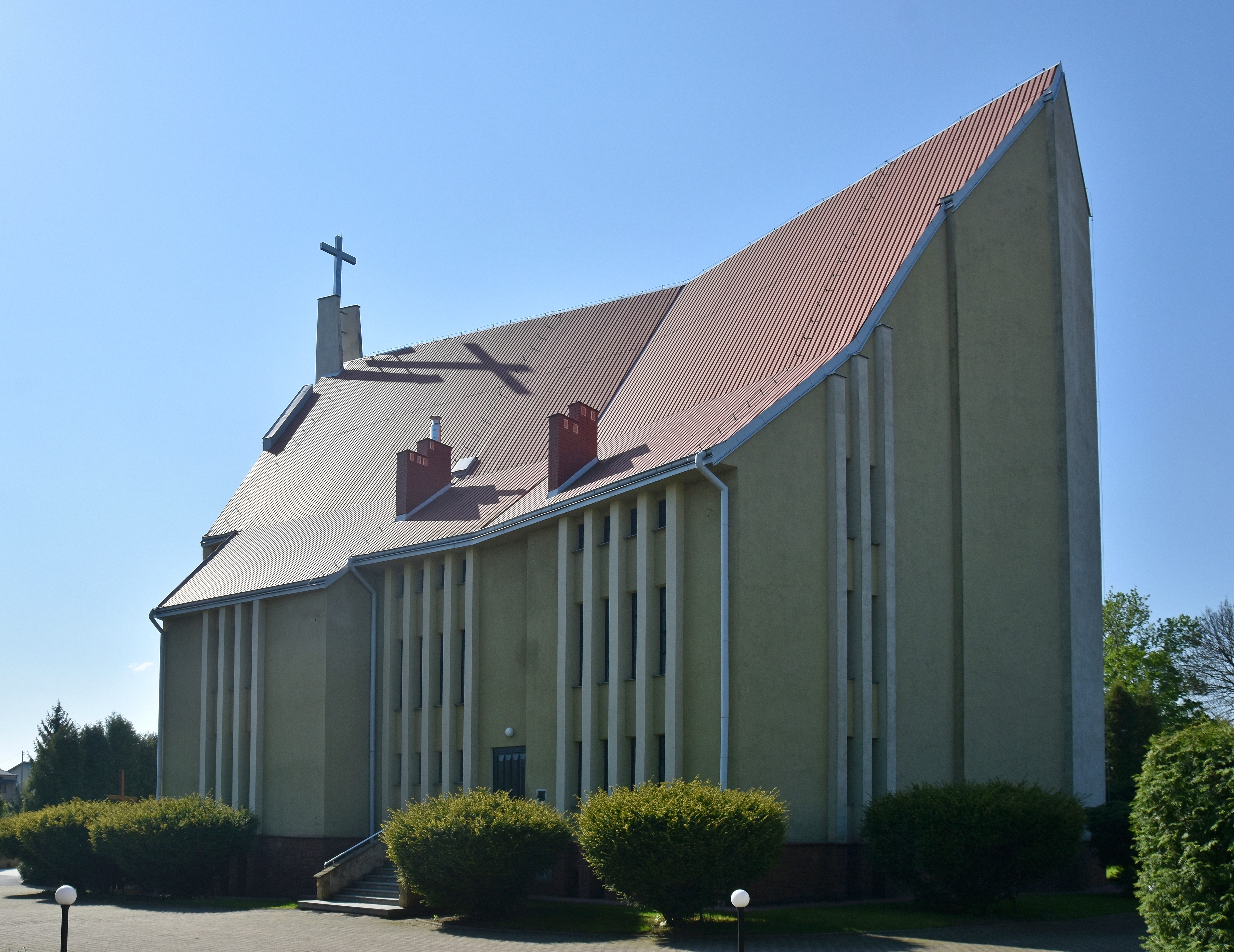
Elewacja północna
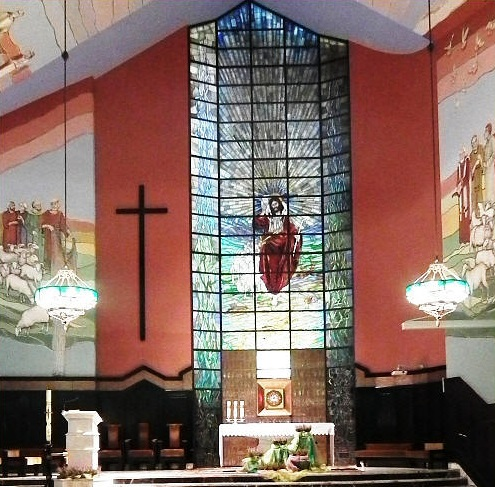
Wnętrze
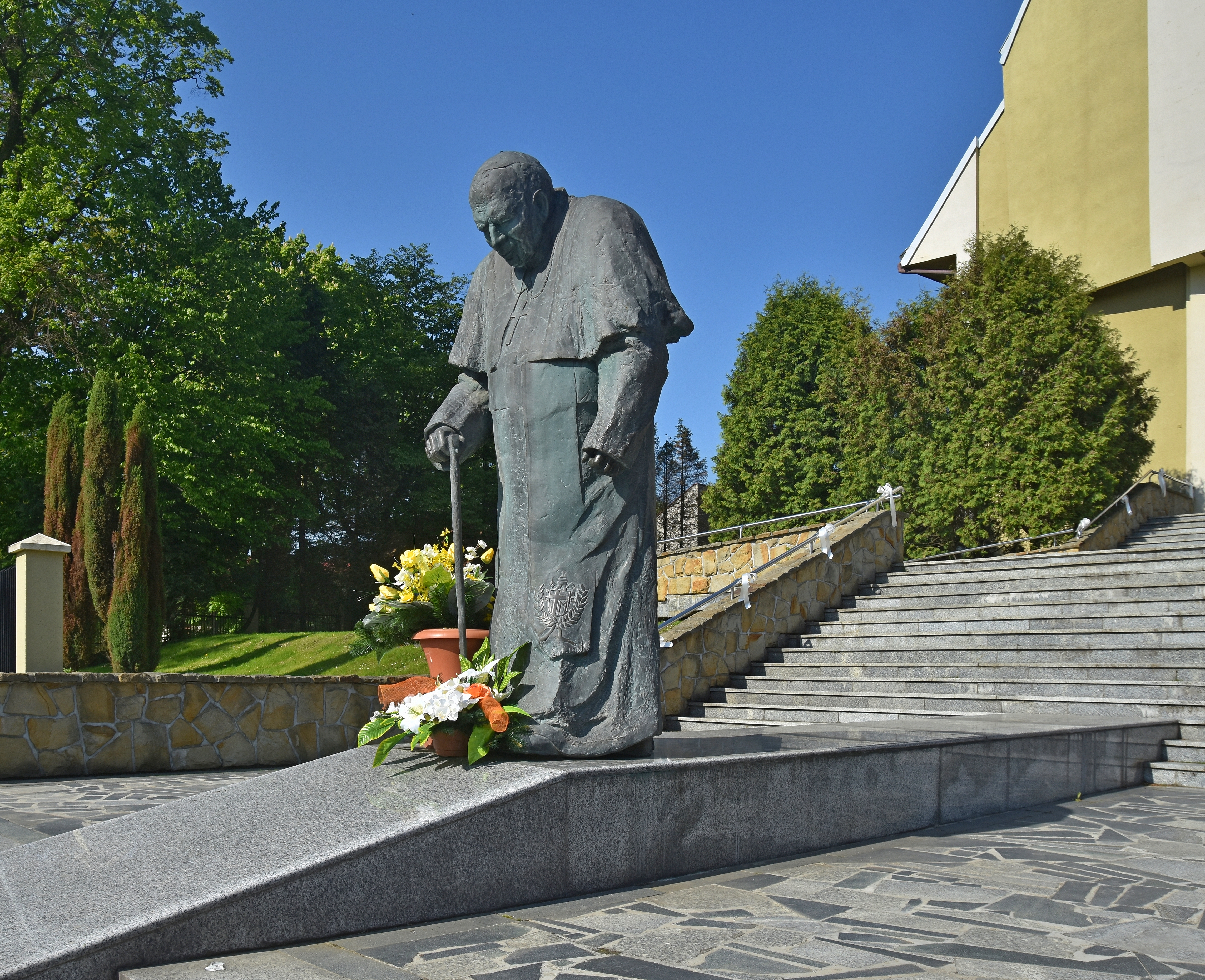
Otoczenie: pomnik Jana Pawła II

W skład parafii wchodziły początkowo: osiedle Sobniów oraz wsie: Łaski, Sobniów i Wolica. Niedługo później, bo od 6 września 1987 roku parafia Dobrego pasterza objęła opieką duszpasterską kościół (kaplicę) w Nowym Glinku, ponieważ księża z Glinika Polskiego, do której parafii kaplica należała, mieli trudność z dojazdem szczególnie w okresie zimowym. 13 września 1992 roku JE Edward Białogłowski poświęcił nowy kościół w Nowym Gliniku. Ostatecznie Nowy Glinik włączono do parafii Dobrego Pasterza w Jaśle 6 stycznia 1993 roku. Po wielu latach rozwoju, 19 listopada 2006 roku, świątynie parafialną p.w. Dobrego Pasterza konsekrował biskup rzeszowski JE Kazimierz Górny. Parafia posiada dwa cmentarze: jeden niedaleko kościoła parafialnego na osiedlu Sobniów (ok. 1 ha), a drugi w Nowym Gliniku (0,5 ha). Parafia wydaje własną gazetę „Dobry Pasterz”.

## Proboszczowie
- ks. dr Marian Putyra (1987–2023)
- ks. dr Łukasz Hendzel (od 5 sierpnia 2023)[1]